# Dammastock
Dammastock  (3.630 moh.) er det højeste bjerg i Urner Alperne i den Schweiziske del af Alperne. Bjergtoppen ligger på grænselinjen mellem kantonerne Uri og Valais. Dammastock er det højeste bjerg i Uri. Trepunktet mellem kantonerne Bern, Valais og Uri ligger nær toppen af Eggstock, en anden nærliggende top.
Bjergmassivet er for en stor del dækket af isbræer. Den store Rhone-bræen ligger på vestsiden, den mindre Damma-bræen på østsiden og Trift-bræen på nordsiden.
Bjerget blev første gang besteget af Albert Hoffmann-Burkhardt sammen med bjergførerne Johann Fischer og Andreas von Weissenfluh den 28. juli 1864.